# Pinus strobus

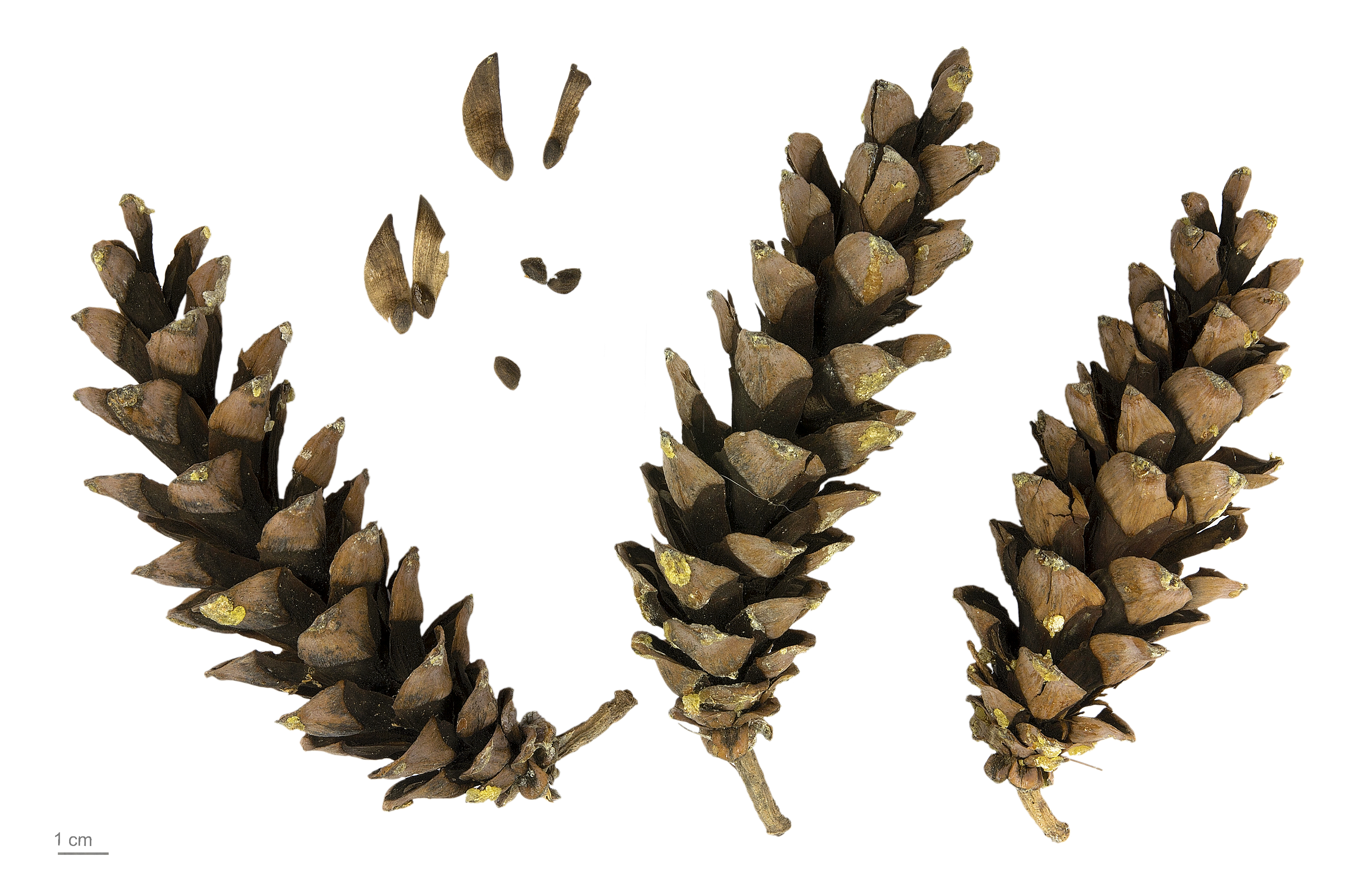
Pinus strobus - MHNT

Pinheiro-branco (Pinus strobus) é uma espécie de pinheiro originária do Novo Mundo. Faz parte do grupo de espécies de pinheiros com área de distribuição no Canadá e Estados Unidos da América (com excepção das áreas adjacentes à fronteira com o México).